# Christiane Nusslein-Volhard
Christiane Nüsslein-Volhard (født 20. oktober 1942 i Magdeburg) er en tysk biolog, der vandt Albert Lasker Award i 1991, og som sammen med Eric Wieschaus og Edward B. Lewis blev tildelt Nobelprisen i fysiologi eller medicin i 1995 for deres forskning om genetisk kontrol af embryonal udvikling.